# Son voyage en Chine
Pour plus de détails, voir Fiche technique et Distribution.
Son voyage en Chine (Moran of the Marines) est un film muet film américain en noir et blanc réalisé par Frank R. Strayer, sorti en 1928.
Le film est considéré comme perdu.

## Synopsis
Après s'être battu avec un ivrogne, Mike Moran est déshérité par son oncle. Sans argent ni travail, il s'enrôle dans les Marines. Bientôt, là aussi, il a des ennuis lorsqu'il embrasse Vivian Marshall, la fille d'un général. L'unité de Mike est envoyée en mission en Chine où Vivian, partie avec son père, est capturée par un bandit chinois. Sauvée par Mike, elle doit cependant se précipiter à son secours avec un groupe de marines lorsque lui aussi est capturé. Mike et Vivian peuvent commencer leur romance ; l'oncle pardonne à son neveu et renonce à le déshériter.

## Fiche technique
- Réalisation : Frank R. Strayer
- Scénario : Linton Wells, Agnes Brand Leahy, Sam Mintz, Ray Harris et George Marion Jr.
- Photographie : Edward Cronjager
- Montage : Otho Lovering
- Producteur :	Jesse L. Lasky, Adolph Zukor
- Société de production et de distribution : Paramount Pictures
- Pays de production :  États-Unis
- Langue originale : anglais américain
- Format : noir et blanc — 35 mm — film muet
- Genre : comédie
- Date de sortie : 13 octobre 1926 (États-Unis)

## Distribution
- Richard Dix : Michael Moran
- Ruth Elder : Vivian Marshall
- Roscoe Karns : Swatty
- Brooks Benedict : Basil Worth
- E. H. Calvert : Gen. Marshall
- Tetsu Komai : Sun Yat
- Jean Harlow : non crédité